# 2013年のサッカー
2013年のサッカー（2013ねんのサッカー）では、2013年（平成25年）における、日本および世界のサッカー界の動向をまとめる。

## できごと

### 1月
1日
- 【JFA】第92回天皇杯全日本サッカー選手権大会決勝で、柏レイソルがガンバ大阪を1-0で下し柏レイソルとなって初、前身の日立製作所時代以来37年ぶり3回目の優勝をし、AFCチャンピオンズリーグ2013への出場権を獲得。

3日
- 【セリエA】 イタリアセリエA1のACミランは、アウローラ・プロ・パトリア1919との練習試合を途中放棄した。ケヴィン＝プリンス・ボアテングらアフリカ系選手が、パトリアサポーターに人種差別的な野次を受けたため。

6日
- 【JFA・JUFA】第61回全日本大学サッカー選手権大会決勝で早稲田大学が福岡大学を、3-1で下し5年ぶり12回目の優勝。
- 【JFA・JUWFA】2012年度 全日本大学女子サッカー選手権大会決勝で日本体育大学が早稲田大学を2-1で下し2年連続15回目の優勝。

7日
- 【FIFA】FIFAバロンドールが発表され、男子はリオネル・メッシ、女子はアビー・ワンバックがそれぞれ受賞した。

9日
- 【FIFA・Kリーグ】国際サッカー連盟 (FIFA) は、2011年に 韓国・Kリーグで発覚した八百長事件に関わった41人を永久追放処分にしたと発表。

14日
- 【JFA・高体連】この日予定されていた第91回全国高等学校サッカー選手権大会決勝戦「鵬翔高（宮崎）対京都橘高（京都）」（国立霞ヶ丘競技場）が大雪の為中止、19日に順延。同大会決勝戦の延期は昭和天皇の崩御により準決勝、決勝が1日ずつ順延になった第67回大会（1988年度）以来24年ぶり、悪天候による延期は初。

17日
- 【JFA・高体連】第21回全日本高等学校女子サッカー選手権大会決勝が磐田スポーツ交流の里・ゆめりあで行われ常盤木学園高（東北第1・宮城）神村学園高（九州第1・鹿児島）を2-0で下し2年連続5回目の優勝。

17日
- 【JFA・高体連】第91回全国高等学校サッカー選手権大会決勝が国立霞ヶ丘競技場で行われ鵬翔高校（宮崎）が京都橘高校（京都）に2-2から延長戦でも決着が付かずPK戦の末、初優勝。

### 2月
23日
- 【Jリーグ・JFA】ゼロックススーパーカップが国立霞ヶ丘競技場で行われサンフレッチェ広島が1-0で柏レイソルを下し5年ぶり2回目の優勝。

26日
- 【Jリーグ】Jリーグ理事会が開かれ、2014年からJ2の下にJ3の創設と、JFLのブラウブリッツ秋田とツエーゲン金沢の準加盟を承認。

### 3月
3日
- 【FIFA】日本サッカー協会副会長の田嶋幸三が、5月のアジアサッカー連盟 (AFC) の役員改選で、AFC選出のFIFA理事選挙に立候補しない事がわかった。

### 4月
21日
- 【Jリーグ】J2第10節・松本山雅FC対東京ヴェルディ（松本）が積雪のため中止となった。代替試合は5月15日に実施。

### 5月
4日
- 【Jリーグ】ジュビロ磐田が森下仁志監督の退任を発表。

8日
- 【イングランド】マンチェスター・ユナイテッドFCは、27年間監督を務めたアレックス・ファーガソンが2012-13年シーズン終了後に監督を引退する事を発表。

19日
- 【Jリーグ】ジュビロ磐田が森下仁志前監督に代わる新監督として、2012年ロンドンオリンピック日本代表監督を務めた関塚隆氏の就任を発表。

25日
- 【UEFA】UEFAチャンピオンズリーグ 2012-13決勝がウェンブリー・スタジアムで行われ、バイエルン・ミュンヘンがボルシア・ドルトムントを2-1で下し、12年ぶり5回目の優勝を果たした。

### 6月
4日
- 【FIFA・AFC】2014 FIFAワールドカップ・アジア最終予選第8節で 日本が オーストラリアに1-1で引き分けた事によりグループ2位以内が確定し、5大会連続5回目の本大会出場が決定。

30日（現地）
- 【FIFA】FIFAコンフェデレーションズカップ2013決勝がエスタジオ・ド・マラカナンで行われ、 ブラジルが スペインを3-0で下し、3大会連続4回目の優勝を果たした。

### 7月
10日
- 【Jリーグ】ロアッソ熊本が吉田靖監督の退任を発表。

27日
- 【Jリーグ】J2第26節・栃木SC対愛媛FC（栃木県グリーンスタジアム）が雷雨のため中止となった。代替試合は9月11日に実施。

28日
- 【EAFF】東アジアカップ2013第3節で 日本が 韓国に2-1で勝利し、日本の大会初優勝が決定。

### 8月
11日
- 【Jリーグ】大宮アルディージャがズデンコ・ベルデニック監督を解任した。

12日
- 【Jリーグ】ガイナーレ鳥取が小村徳男監督を解任した。後任に強化部長の前田浩二が兼任で監督を務める。

19日
- 【Jリーグ】FC岐阜が行徳浩二監督を解任した。後任にアシスタントコーチの辛島啓珠が監督を務める。

20日
- 【Jリーグ】大宮アルディージャがズデンコ・ベルデニック前監督に代わる新監督として、コーチ兼テクニカルダイレクターを務めた小倉勉の就任を発表。

25日
- 【Jリーグ】J2第31節・ロアッソ熊本対ギラヴァンツ北九州（うまかな・よかなスタジアム）が後半20分雷雨のため中断後中止となった。代替試合は9月5日に実施。

### 9月
1日
- 【なでしこリーグ】なでしこリーグカップ決勝が行われINAC神戸レオネッサが岡山湯郷Belleを3-1で下し初優勝。

13日
- 【Jリーグ】栃木SCが松田浩監督の退任を発表。後任に取締役シニアアドバイザーの松本育夫が監督を務める。

### 10月
5日
- 【Jリーグ】J1第28節で大分トリニータがセレッソ大阪に0-2で敗れた事により16位以下が確定し、2年ぶり2度目のJ2降格が決定。

10日
- 【JFA】日本サッカー協会は、2016年夏季オリンピックリオデジャネイロ大会出場を目指す男子サッカーU-21日本代表監督に、手倉森誠（ベガルタ仙台監督）が就任することを当日の理事会で承認した。手倉森監督の任期は2014年1月2日から2016年8月31日までとなる。

13日
- 【なでしこリーグ】なでしこリーグ後期第14節INAC神戸レオネッサがベガルタ仙台レディースを2-1で下し勝点を39とし3年連続3回目の優勝。

### 11月
2日
- 【Jリーグ】ヤマサキナビスコカップ決勝が国立霞ヶ丘競技場で行われ、柏レイソルが浦和レッズを1-0で下し、14年ぶり2回目の優勝を果たした。

3日
- 【Jリーグ】J2第39節でガンバ大阪がロアッソ熊本に4-0で勝利、京都サンガF.C.がヴィッセル神戸に0-0で引き分けた事により、ガンバ大阪の2位以上が確定し2年ぶりのJ1昇格が決定。

10日
- 【Jリーグ】J2第40節で京都サンガF.C.がガンバ大阪に0-2で敗れた事により、ヴィッセル神戸の2位以上が確定し2年ぶりのJ1昇格が決定。
- 【Jリーグ】J1第31節でジュビロ磐田がサガン鳥栖に0-1で敗れた事により16位以下が確定し、クラブ史上初のJ2降格（旧JSL時代を含めると1981年度以来32年ぶりの2部降格）が決定。
- 【JFL】JFL第32節でAC長野パルセイロがブラウブリッツ秋田に1-0で勝利、カマタマーレ讃岐がソニー仙台FCに0-1で敗れた事により、AC長野パルセイロのリーグ初優勝が決定。

17日
- 【Jリーグ】J2第41節でガンバ大阪がモンテディオ山形に3-2で勝利し勝点を86に伸ばし、ガンバ大阪のJ2優勝が決定。
  - また、同日の試合でガイナーレ鳥取がギラヴァンツ北九州に1-2で敗れた事により22位が確定し、JFLとの入れ替え対象チームとなる事が決定。

19日
- 【Jリーグ】Jリーグ理事会が開かれ、カマタマーレ讃岐がJ2・JFL入れ替え戦に勝利した場合のJ2入会の承認と、来年発足するJ3初年度参加予定12クラブのうちブラウブリッツ秋田、福島ユナイテッドFC、FC町田ゼルビア、SC相模原、Y.S.C.C、AC長野パルセイロ、ツエーゲン金沢、藤枝MYFC、FC琉球のJ3入会を承認。

23日
- 【Jリーグ】J1第32節で湘南ベルマーレがFC東京に1-2で敗れた事により16位以下が確定し、2年ぶり3度目のJ2降格が決定。

### 12月
2日
- 【Jリーグ】Jリーグ臨時理事会が開かれ、グルージャ盛岡のJ3入会を承認。

6日（現地）
- 【FIFA】2014 FIFAワールドカップの組み合わせ抽選会が行われ、 日本はグループCに入り、 コートジボワール、 ギリシャ、 コロンビアと同組になることが決定。

7日
- 【Jリーグ】J1最終節でサンフレッチェ広島が鹿島アントラーズに2-0で勝利、横浜F・マリノスが川崎フロンターレに0-1で敗れた事により、サンフレッチェ広島の2年連続2度目のJ1優勝が決定。

8日
- 【Jリーグ・JFL】J2・JFL入れ替え戦でカマタマーレ讃岐がガイナーレ鳥取に2戦合計2-1で勝利した事により、J2昇格が決定。また、敗れた鳥取は翌年から発足するJ3への参加が決定。
- 【Jリーグ】J1昇格プレーオフ決勝が国立霞ヶ丘競技場で行われ、徳島ヴォルティスが京都サンガF.C.を2-0で下し、初のJ1昇格が決定。

11日
- 【ロシア、イタリア】PFC CSKAモスクワ所属の本田圭佑がACミランに移籍すると、同クラブ副会長が発表。

21日（現地）
- 【FIFA】FIFAクラブワールドカップ2013決勝がモロッコのスタッド・ド・マラケシュで行われ、欧州代表のバイエルン・ミュンヘンが開催国代表のラジャ・カサブランカを2-0で下し、初優勝を決めた。

## 国内リーグ・カップ戦優勝クラブ

### ヨーロッパ
- アイスランド
  - 〈リーグ〉ウルヴァルステイルト2013 - KRレイキャヴィーク
- アイルランド
  - 〈リーグ〉リーグ・オブ・アイルランド2013 - セント・パトリックス・アスレティックFC
- イスラエル
  - 〈リーグ〉イスラエル・プレミアリーグ2012-13 - マッカビ・テルアビブFC
- イタリア
  - 〈リーグ〉セリエA 2012-2013 - ユヴェントスFC
  - 〈リーグカップ〉コッパ・イタリア2012-13 - SSラツィオ
- イングランド
  - 〈リーグ〉プレミアリーグ2012-2013 - マンチェスター・ユナイテッドFC
  - 〈オープンカップ〉FAカップ2012-13 - ウィガン・アスレティックFC
  - 〈リーグカップ〉キャピタル・ワン・カップ2013 - スウォンジー・シティAFC
- ウェールズ
  - 〈リーグ〉ウェルシュ・プレミアリーグ2012-13 ザ・ニュー・セインツFC
- ウクライナ
  - 〈リーグ〉ウクライナ・プレミアリーグ2012-13 - FCシャフタール・ドネツク
- エストニア
  - 〈リーグ〉メスタリリーガ2013 - FCレバディア・タリン
- オーストリア
  - 〈リーグ〉ブンデスリーガ2012-13 - FKアウストリア・ウィーン
- オランダ
  - 〈リーグ〉エールディヴィジ2012-13 - アヤックス・アムステルダム
  - 〈リーグカップ〉KNVBカップ2013 - AZアルクマール
- 北アイルランド
  - 〈リーグ〉IFAプレミアシップ2012-13 - クリフトンビルFC
- ギリシャ
  - 〈リーグ〉ギリシャ・スーパーリーグ2012-13 - オリンピアコスFC
  - 〈リーグカップ〉キペロ・エラーダス2013 - オリンピアコスFC
- クロアチア
  - 〈リーグ〉プルヴァHNL2012-13 - NKディナモ・ザグレブ
- スイス
  - 〈リーグ〉スーパーリーグ2012-13 - FCバーゼル
- スウェーデン
  - 〈リーグ〉アルスヴェンスカン2013 - マルメFF
- スコットランド
  - 〈リーグ〉スコティッシュ・プレミアリーグ2012-13 - セルティックFC
  - 〈リーグカップ〉スコティッシュリーグカップ2012-13 - セント・ミレンFC
- スペイン
  - 〈リーグ〉リーガ・エスパニョーラ2012-2013 - FCバルセロナ
  - 〈リーグカップ〉コパ・デル・レイ2012-13 - アトレティコ・マドリード
- スロバキア
  - 〈リーグ〉ツォルゴン・リーガ2012-13 - ŠKスロヴァン・ブラチスラヴァ
- セルビア
  - 〈リーグ〉セルビア・スーペルリーガ2012-13 - パルチザン・ベオグラード
- チェコ
  - 〈リーグ〉ガンブリヌス・リーガ2012-13 - FCヴィクトリア・プルゼニ
- デンマーク
  - 〈リーグ〉デンマーク・スーペルリーガ2012-13 - FCコペンハーゲン
- ドイツ
  - 〈リーグ〉ドイツ・ブンデスリーガ2012-2013 - バイエルン・ミュンヘン
  - 〈リーグカップ〉DFBポカール2013 - バイエルン・ミュンヘン
- トルコ
  - 〈リーグ〉スュペル・リグ2012-13 - ガラタサライSK
- ノルウェー
  - 〈リーグ〉ティッペリーガエン2013 - ストレームスゴトセトIF
- ハンガリー
  - 〈リーグ〉ネムゼティ・バイノクシャーグI2012-13 - ジェールETO FC
- フランス
  - 〈リーグ〉リーグ・アン2012-2013 - パリ・サンジェルマンFC
  - 〈オープンカップ〉クープ・ドゥ・フランス2013 - FCジロンダン・ボルドー
  - 〈リーグカップ〉クープ・ドゥ・ラ・リーグ2013 - ASサンテティエンヌ
- ブルガリア
  - 〈リーグ〉ブルガリアプロサッカーリーグ2012-13 - PFCルドゴレツ・ラズグラド
- ベルギー
  - 〈リーグ〉ジュピラー・プロ・リーグ2012-13 - RSCアンデルレヒト
- ボスニア・ヘルツェゴビナ
  - 〈リーグ〉プレミイェル・リーガ2012-13 - FKジェリェズニチャル・サラエヴォ
- ポーランド
  - 〈リーグ〉エクストラクラサ2012-13 - レギア・ワルシャワ
- ポルトガル
  - 〈リーグ〉リーガ・サグレス2012-13 - FCポルト
- モルドバ
  - 〈リーグ〉ディヴィジア・ナツィオナラ2012-13 - FCシェリフ・ティラスポリ
- ルーマニア
  - 〈リーグ〉リーガ1 2012-13 - FCステアウア・ブカレスト
- ロシア
  - 〈リーグ〉ロシア・プレミアリーグ2012-13 - PFC CSKAモスクワ

### 南米
- アルゼンチン
  - 〈リーグ〉プリメーラ・ディビシオン - 2012-13後期：ニューウェルズ・オールドボーイズ、2013-14前期：CAサン・ロレンソ・デ・アルマグロ
- ウルグアイ
  - 〈リーグ〉プリメーラ・ディビシオン2012-13 - CAペニャロール
- エクアドル
  - 〈リーグ〉セリエA2013 - CSエメレク
- コロンビア
  - 〈リーグ〉カテゴリア・プリメーラA2013 - 前期：アトレティコ・ナシオナル、後期：アトレティコ・ナシオナル
- チリ
  - 〈リーグ〉プリメーラ・ディビシオン2013 - ウニオン・エスパニョーラ
- パラグアイ
  - 〈リーグ〉リーガ・パラグアージャ2013 - 前期：クルブ・ナシオナル、後期：セロ・ポルテーニョ
- ブラジル
  - 〈リーグ〉カンピオナート・ブラジレイロ・セリエA 2013 - クルゼイロEC
- ペルー
  - 〈リーグ〉プリメーラ・ディビシオン2013 - ウニベルシタリオ・デポルテス

### 北中米カリブ海
- アメリカ、カナダ
  - 〈リーグ〉メジャーリーグサッカー2013 - スポルティング・カンザスシティ
  - 〈オープンカップ〉USオープンカップ2013 - D.C. ユナイテッド
- コスタリカ
  - 〈リーグ〉プリメーラ・ディビシオン - 2012-13後期：CSエレディアーノ、2013-14前期：LDアラフエレンセ
- メキシコ
  - 〈リーグ〉プリメーラ・ディビシオン - 2012-13後期：クルブ・アメリカ、2013-14前期：クルブ・レオン

### アフリカ
- アルジェリア
  - 〈リーグ〉アルジェリア・シャンピオナ・ナシオナル2012-13 - ESセティフ
- エジプト
  - 〈リーグ〉エジプト・プレミアリーグ2012-13 - 開催せず
- コートジボワール
  - 〈リーグ〉コートジボワール・プレミア・ディビジョン2013 - セウェ・スポール
- コンゴ民主共和国
  - 〈リーグ〉リナフット2013 - TPマゼンベ
- チュニジア
  - 〈リーグ〉チュニジア・リーグ2012-13 - CSスファクシアン
- ナイジェリア
  - 〈リーグ〉ナイジェリア・プレミアリーグ2013 - カノ・ピラーズ

### アジア
- イラン
  - 〈リーグ〉ペルシアン・ガルフ・プロリーグ2012-13 - エステグラルFC
- オーストラリア
  - 〈リーグ〉Aリーグ2012-13 - セントラルコースト・マリナーズFC
- 韓国
  - 〈リーグ〉Kリーグ2013 - 浦項スティーラース
  - 〈オープンカップ〉韓国FAカップ2013 - 浦項スティーラース
- サウジアラビア
  - 〈リーグ〉サウジ・プロフェッショナルリーグ2012-13 - アル・ファトフSC
- タイ
  - 〈リーグ〉タイ・プレミアリーグ2013 - ブリーラム・ユナイテッドFC
- 中国
  - 〈リーグ〉中国スーパーリーグ2013 - 広州恒大淘宝足球倶楽部
- 日本
  - 〈リーグ〉J1リーグ 2013 - サンフレッチェ広島
  - 〈オープンカップ〉第92回天皇杯 - 柏レイソル
  - 〈リーグカップ〉2013Jリーグヤマザキナビスコカップ - 柏レイソル
- ベトナム
  - 〈リーグ〉Vリーグ 2013 - ハノイT&T FC

## クラブチームによる国際大会
CONCACAFチャンピオンズリーグ2012-13
- 5月1日（決勝）
  -  CFモンテレイ（3年連続3回目）

UEFAヨーロッパリーグ 2012-13
- 5月16日（決勝）
  -  チェルシーFC（初優勝）

OFCチャンピオンズリーグ2012-13
- 5月19日（決勝）
  -  オークランド・シティFC（3年連続5回目）

UEFA女子チャンピオンズリーグ 2012-13
- 5月23日（決勝）
  -  VfLヴォルフスブルク（初優勝）

UEFAチャンピオンズリーグ 2012-13
- 5月25日（決勝）
  -  バイエルン・ミュンヘン（12年ぶり5回目）

コパ・リベルタドーレス2013
- 7月24日（決勝）
  -  アトレチコ・ミネイロ（初優勝）

2013 UEFAスーパーカップ
- 8月30日
  -  バイエルン・ミュンヘン（初優勝）

AFCチャンピオンズリーグ2013
- 11月9日（決勝）
  -  広州恒大足球倶楽部（初優勝）

CAFチャンピオンズリーグ2013
- 11月10日（決勝）
  -  アル・アハリ（2年連続8回目）

FIFAクラブワールドカップ2013
- 12月21日（決勝）
  -  バイエルン・ミュンヘン（初優勝）

## ナショナルチームによる国際大会
アフリカネイションズカップ2013
- 1月19日 - 2月10日（ 南アフリカ共和国）
  -  ナイジェリア（10大会ぶり3回目）

FIFAコンフェデレーションズカップ2013
- 6月15日 - 6月30日（ ブラジル）
  -  ブラジル（3大会連続4回目）

東アジアカップ2013
- 7月20日 - 7月28日（ 韓国）
  -  日本（初優勝）

2013 CONCACAFゴールドカップ
- 7月7日 - 7月28日（ アメリカ合衆国）
  -  アメリカ合衆国（3大会ぶり5回目）

### 年代別代表
2013 FIFA U-20ワールドカップ
- 6月21日 - 7月13日（ トルコ）
  -  フランス（初優勝）

2013 FIFA U-17ワールドカップ
- 10月17日 - 11月8日（ アラブ首長国連邦）
  -  ナイジェリア（3大会ぶり4回目）

### 女子
東アジアカップ2013
- 7月20日 - 7月27日（ 韓国）
  -  北朝鮮（初優勝）

UEFA欧州女子選手権2013
- 7月10日 - 7月28日（ スウェーデン）
  -  ドイツ（6大会連続8回目）

### ビーチサッカー
2013 FIFAビーチサッカーワールドカップ
- 9月18日 - 9月28日（ タヒチ）
  -  ロシア（2大会連続2回目）

## 日本

### クラブチームによる国内大会

#### 男子中心
第92回天皇杯全日本サッカー選手権大会
- 決勝 1月1日・国立霞ヶ丘競技場陸上競技場
  - 柏レイソル 1 - 0 ガンバ大阪
    - 柏レイソルは前身の日立製作所時代以来37年ぶり3回目の優勝

Fリーグ 2012-13
- 2012年6月16日 - 2013年2月10日
  - 優勝 名古屋オーシャンズ
    - 名古屋オーシャンズは6年連続6回目の優勝

FUJI XEROX SUPER CUP2013
- 2月23日・国立霞ヶ丘陸上競技場
  - サンフレッチェ広島 1 - 0  柏レイソル
    - サンフレッチェ広島は5年ぶり2回目の優勝。

Jリーグヤマザキナビスコカップ2013
- 決勝 11月2日・国立霞ヶ丘陸上競技場
  -  柏レイソル 1 - 0  浦和レッドダイヤモンズ
    - 柏レイソルは14年ぶり2回目の優勝。

第15回日本フットボールリーグ (JFL)
- 2013年3月10日 - 11月24日
  - 優勝 AC長野パルセイロ
    - AC長野パルセイロは初優勝

Jリーグ 2013
- J2
  - 3月3日 - 11月24日
    - 優勝 ガンバ大阪
      - ガンバ大阪は初優勝
- J1
  - 3月2日 - 12月7日
    - 優勝 サンフレッチェ広島
      - サンフレッチェ広島は2年連続2回目の優勝

#### 女子
なでしこリーグカップ2013
- 決勝 9月1日・広島広域公園陸上競技場（エディオンスタジアム広島）
  - INAC神戸レオネッサ 3 - 1 岡山湯郷Belle
    - INAC神戸レオネッサは初優勝。

2013 日本女子サッカーリーグ
- 3月23日 - 11月10日（なでしこリーグ）、4月7日 - 9月29日（チャレンジリーグ）
  - なでしこリーグ INAC神戸レオネッサ 勝点48（3年連続3回目）
  - チャレンジリーグ 常盤木学園高等学校 勝点60（2年ぶり3回目）

第35回皇后杯全日本女子サッカー選手権大会
- 決勝 12月23日・NACK5スタジアム大宮
  - INAC神戸レオネッサ 2 (PK 4 - 3) 2 アルビレックス新潟レディース
    - INAC神戸レオネッサは4年連続4回目の優勝。

#### 学生・ユースクラブ
第61回全日本大学サッカー選手権大会
- 決勝 1月6日・国立霞ヶ丘陸上競技場
  - 早稲田大学 3 - 1 福岡大学
    - 早稲田大学は5年ぶり12回目の優勝。

第21回全日本大学女子サッカー選手権大会
- 決勝 1月6日・国立霞ヶ丘陸上競技場
  - 日本体育大学 2 - 1 早稲田大学
    - 日本体育大学は2年連続15回目の優勝。

第21回全日本高等学校女子サッカー選手権大会
- 決勝 1月17日・磐田スポーツ交流の里・ゆめりあ
  - 常盤木学園（東北第1）2  - 0 神村学園（九州第1・鹿児島）
    - 常盤木学園は2年連続5回目の優勝。

第91回全国高等学校サッカー選手権大会
- 決勝 1月19日・国立霞ヶ丘陸上競技場
  - 鵬翔（宮崎）2 (PK 5 - 3) 2 京都橘（京都）
    - 鵬翔高校は初優勝（宮崎県勢としても初優勝）。

第37回日本クラブユースサッカー選手権 (U-18)大会
- 決勝 8月3日・ニッパツ三ツ沢球技場
  - 横浜F・マリノスユース 4 - 1 サンフレッチェ広島ユース
    - 横浜F・マリノスユースは13年ぶり5回目の優勝。

第21回Jリーグユース選手権大会
- 決勝 12月23日・長居陸上競技場
  - ヴィッセル神戸ユース 2 (PK 6 - 5) 2 サンフレッチェ広島ユース
    - ヴィッセル神戸ユースは14年ぶり2回目の優勝。

第62回全日本大学サッカー選手権大会
- 決勝 12月25日・国立霞ヶ丘陸上競技場
  - 大阪体育大学 3 - 1 国士舘大学
    - 大阪体育大学は28年ぶり2回目の優勝。

## 死去
カッコ内は生年
- 1月2日 -  ラディスラオ・マズルケビッチ（ウルグアイ代表 * 1945年）
- 2月20日 -  ユセフ・スレマン（シリア代表 * 1986年）
- 3月4日 -  松永碩（日本代表 * 1928年）
- 4月8日 -  山田泰寛（常葉大学富士キャンパス監督、元清水エスパルス * 1968年）
- 4月19日 -  カート・ヘクター（ドミニカ国代表監督 * 生年不明）
- 4月26日 -  岡村新太郎（日本代表コーチ * 1948年）
- 5月2日 -  イヴァン・トゥリナ（クロアチア代表 * 1980年）
- 6月15日 -  ハインツ・フローエ（西ドイツ代表 * 1948年）
- 6月16日 -  オットマール・ヴァルター（西ドイツ代表 * 1924年）
- 6月16日 -  ヨジップ・クゼ（元ガンバ大阪・ジェフユナイテッド市原・千葉監督 * 1952年）
- 6月27日 -  ステファノ・ボルゴノーヴォ（イタリア代表 * 1964年）
- 7月19日 -  ベルト・トラウトマン（マンチェスター・シティFC * 1923年）
- 7月23日 -  ジャウマ・サントス（ブラジル代表 * 1929年）
- 7月29日 -  クリスティアン・ベニテス（エクアドル代表 * 1986年）
- 8月25日 -  ジウマール（ブラジル代表 * 1930年）
- 9月1日 -  イグナシオ・エイサギーレ（スペイン代表 * 1920年）
- 9月7日 -  マレク・スピラール（スロバキア代表 * 1975年）
- 10月11日 -  ブラク・カラン（元U-17ドイツ代表 * 1987年）
- 10月14日 -  ブルーノ・メツ（元セネガル代表・UAE代表・カタール代表監督 * 1954年）
- 11月25日 -  ビル・フォルケス（マンチェスター・ユナイテッドFC * 1932年）
- 11月26日 -  カエターノ・レ（パラグアイ代表 * 1938年）
- 11月27日 -  ニウトン・サントス（ブラジル代表 * 1925年）
- 12月28日 -  イリヤ・ツィンバラル（ロシア代表・ウクライナ代表 * 1969年）
- 12月30日 -  アキーム・アダムス（トリニダード・トバゴ代表 * 1991年）